# Powstanie Warszawskie (Album)
Das Konzeptalbum Powstanie Warszawskie (polnisch für „Warschauer Aufstand“) wurde im März 2005 von der Band Lao Che aufgenommen und veröffentlicht.
Mit 35.000 verkauften Exemplaren erreichte das Album am 13. Oktober 2010 den Status Goldene Schallplatte. Für die Auseinandersetzung mit der Geschichte Polens überreichte Präsident Bronisław Komorowski den Mitgliedern der Band 2012 das silberne Verdienstkreuz.

## Konzept des Albums

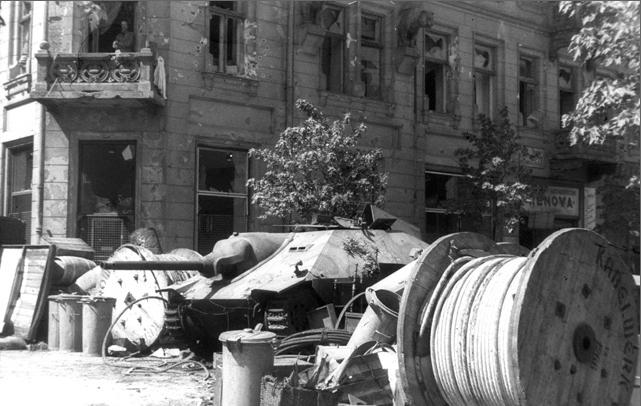
Eine Barrikade des Warschauer Aufstandes, 1944

Lao Che kreierte mit Powstanie Warszawskie eine Mischung aus Hörspiel und Konzeptalbum. In der ursprünglichen Auflage von 2005 begleiten 10 Titel den Hörer sowohl musikalisch als auch textuell durch den Warschauer Aufstand.
1. 1939 / Przed Burzą (1939 / Vor dem Sturm) – Der erste Song erzählt die letzten Tage vor dem Aufstand: Unter dem Druck des sowjetischen Angriffs ziehen sich die deutschen Truppen im Westen allmählich zurück. Das Hauptquartier der Armee setzt den Beginn des Aufstandes auf den 1. August 1944 um 17:00 Uhr für alle AK-Verbände fest. Der Zeitpunkt wird als „Stunde W“ bezeichnet.
2. Godzina W (Stunde W) – 1. August 1944: Einzelne Zellen wurden durch Zufall entdeckt und lösten Feuergefechte zwischen AK-Einheiten und deutschen Truppen aus. So begann die „Stunde W“ früher als geplant.
3. Barykada (Barrikade) – Anfang August: Das Bataillon Zośka kämpft heldenhaft, dennoch werden die Aufständischen zunehmend zurück in die Altstadt gedrängt.
4. Zrzuty (Abwürfe) – Mitte August: Die ersten Flüge der Westalliierten brachten Waffen, Munition und Versorgungsgüter nach Warschau. Insgesamt jedoch zu wenig, da die Sowjetunion keine Nutzungsgenehmigung für die Flugplätze erteilte. Lediglich die Amerikaner schafften es, eine größere Lieferung bereitzustellen.
5. Stare Miasto (Altstadt) – Zweite Augusthälfte: Die Altstadt stand unter fortwährenden Angriffen durch die Artillerie und Infanterie sowie durch Luftangriffe. Nach mehreren Tagen und erbittertem Kampf galt die Verteidigung der Altstadt als erfolglos. Die Heeresleitung ließ die restlichen Aufständischen und Zivilisten über die Kanalisation evakuieren.
6. Przebicie do Śródmieścia (Vordringen zur Innenstadt) – 31. August: Eine 50-köpfige Einheit der Kedyw versuchte die Innenstadt zu erreichen. Unter der Leitung von Andrzej Romocki „Morro“ gelang es auch ihnen, unbemerkt die aufständischen Barrikaden in der Innenstadt zu erreichen.
7. Czerniaków (Czerniaków) – Mitte September: Die Kämpfe um die Aufrechterhaltung der Brückenköpfe an der westlichen Weichsel dauern an. Die Versuche der Berling-Armee, die Soldaten zu unterstützen, waren größtenteils erfolglos. Nach einer deutschen Gegenoffensive brach Berling den Angriff ab.
8. Hitlerowcy (Die Nazis) – Letzte Dekade im September: Die deutschen Truppen der 9. Armee dringen nach Mokotów vor, wo intensive Kämpfe stattfinden.
9. Kanały (Kanäle) – Letzte Dekade im September: Die Aufständischen verteidigen den Warschauer Stadtteil Czerniaków. Die Verwundeten werden über die Kanäle von Mokotów evakuiert. Die deutschen Truppen eroberten Mokotów, Żoliborz und die Innenstadt.
10. Koniec (Das Ende) – Anfang Oktober: Die Aufständischen kapitulieren und der Warschauer Aufstand endet.

## Texte
Songwriter ist Hubert „Spięty“ Dobaczewski, der Sänger der Band. Er verwendet neben eigenen Kompositionen Zitate und Paraphrasen aus anderen Quellen und Kunstwerken. Exemplarisch seien hier einige aufgeführt:
- Originalaufnahmen der Reden von Ministerpräsident Stanisław Mikołajczyk.
- Gedichte und Lieder aus der Zeit der deutschen Besetzung und des Warschauer Aufstandes, wie bspw. von Krzysztof Kamil Baczyński (Warszawa, Elegia o chłopcu polskim), Zbigniew Jasiński (Żądamy amunicji), Józef Szczepański (Rote Plage) sowie die Hymne vom aufständischen Bataillon Parasol Pałacyk Michla.
- In ihrer Heimat beliebte Musiktitel: Ludzie Wschodu (Siekiera), Wolny Naród (Izrael) und Kocham wolność (Chłopcy z Placu Broni).
- Pfadfindergebet Modlitwa Harcerska.[3]
- Verweise auf die Worte Christi in Matthäus 19, 24–25.
- Rede des Generalgouverneurs Hans Frank in einer Konferenz in Krakau am 14. Dezember 1943.
- Die Parole verschiedener kleinerer Sabotagen (mały sabotaż) des Polnischen Untergrundstaates „Nur Schweine sitzen in einem Kino...“ von Aleksander Kamiński.
- Worte von Józef Tischner.
- Vers aus Duma ukrainna (Stolz der Ritter) von Adam Czahrowski aus dem Jahr 1597 (Teil von „Pieśń o żołnierzu tułaczu“ (Lied des wandernden Soldaten)).
- Fragmente aus Filmdialogen: Der Soldat James Ryan von Steven Spielberg und Wie ich den Zweiten Weltkrieg entfesselte von Tadeusz Chmielewski.[4]
- Abwandlung der den Seeleuten gewidmeten Hymne Morze, nasze morze („Stare Miasto, Stare Miasto wiernie ciebie będziem strzec...“).

## Titelliste
1. 1939 / Przed Burzą – 5:38
2. Godzina W – 2:59
3. Barykada – 5:23
4. Zrzuty – 3:08
5. Stare Miasto – 4:38
6. Przebicie do Śródmieścia – 5:40
7. Czerniaków – 3:20
8. Hitlerowcy – 3:09
9. Kanały – 7:47
10. Koniec – 3:36

Neuauflage
2012 erschien beim Label Mystic Production eine neue Auflage. Diese enthält eine weitere CD (Titel: „Czerniakow“) mit vier zusätzlichen Tracks, wodurch sich die Gesamtspieldauer auf 61:26 erhöht:
1. Czerniaków – 4:39
2. Groźba – 3:35
3. Astrolog – 4:30
4. Ludzie Wschodu – 3:09